# Bò Ramo Grande
Bò Ramo Grande là một giống bò có nguồn gốc từ đảo Terceira trong quần đảo Azores của Bồ Đào Nha. Giống này có tên được đặt theo phần phía bắc của hòn đảo, một đồng bằng được gọi là Ramo Grande, trong khu đô thị của Praia da Vitória, nơi họ tiếp tục lai tạo các cá thể tốt nhất của các loài bò có thân hình lớn này.

## Lịch sử
Giống bò này có nguồn gốc từ gia súc đầu tiên do những người định cư đầu tiên đến đảo, vào thế kỷ XV, từ Bồ Đào Nha và người Flanders. Các giống ban đầu được đưa vào các đảo bao gồm Bò Alentejan, Bò Mirandese, Bò Minhotan và Bò Algarvian, nhanh chóng thích nghi với các điều kiện trong các thế kỷ sau. Loài này được sử dụng trong lịch sử trong công việc nông nghiệp và vận chuyển, ngoài việc là một nguồn thịt và sữa.
Vào cuối thế kỷ XX, nông dân quan tâm hơn đến việc bảo vệ hoặc bảo tồn giống, với việc thành lập một đặc tả kỹ thuật năm 1996 cho giống thuần chủng. Với việc thành lập giống đặc hữu đã đăng ký, đã có một mối quan tâm hồi sinh trong việc bảo tồn giống Azorean, đặc biệt là ở các địa điểm trong quần đảo nơi bò sữa / thịt phổ biến không thể sống sót.

## Phạm vi phổ biến
Môi trường sống tự nhiên của giống này là góc đông bắc của đảo Terceira dọc theo đồng bằng màu mỡ, được chỉ định là Ramo Grande. Tuy nhiên, giống bò này là phổ biến ở hầu hết các quần đảo của Azores.